# Les Oiseaux du bonheur
Albums de Céline Dion
Mélanie
(1984) Les Plus Grands Succès de Céline Dion
(1984)
Singles
1. Mon rêve de toujours
Sortie : 1984

Les Oiseaux du bonheur est la deuxième  compilation de Céline Dion, sortie en juillet 1984. Ce deuxième album distribué en France est constitué de titres  provenant des albums Tellement j'ai d'amour… (1982) et  Mélanie (1984).

## Historique
Une seconde fois, la maison de disques de Céline Dion propose un album spécialement destiné pour les marchés belge et français. Les Oiseaux du bonheur est une compilation de Mélanie et Tellement j'ai d'amour… augmentée de trois inédits : Paul et Virginie, Les Oiseaux du bonheur et Hymne à l'amitié. La Voix du Bon Dieu est un nouvel enregistrement du titre de la chanteuse. Un single en est extrait : Mon rêve de toujours.  Céline Dion se produit  dans la foulée en première partie des spectacles de Patrick Sébastien à l'Olympia de Paris. Cette compilation ne rencontre pas le succès.[réf. nécessaire]

## Liste des titres
| No  | Titre                           | Auteur                                                       | Durée |
| --- | ------------------------------- | ------------------------------------------------------------ | ----- |
| 1.  | Trois heures vingt              | Eddy Marnay, Patrick Lemaitre                                | 3:40  |
| 2.  | Trop jeune à dix-sept ans       | Marnay, Paul Greedus, Barry Blue                             | 4:51  |
| 3.  | Mon rêve de toujours            | Marnay, Jean-Pierre Goussaud                                 | 4:17  |
| 4.  | Paul et Virginie (inédit)       | Marnay, Thierry Geoffroy, Christian Loigerot                 | 3:50  |
| 5.  | La Voix du Bon Dieu             | Marnay, Suzanne-Mia Dumont                                   | 3:21  |
| 6.  | Les Oiseaux du bonheur (inédit) | Marnay, André Popp                                           | 3:39  |
| 7.  | Tellement j'ai d'amour pour toi | Marnay, Hubert Giraud                                        | 2:57  |
| 8.  | Un amour pour moi               | Marnay, Thierry Geoffroy, Christian Loigerot                 | 3:19  |
| 9.  | Benjamin                        | Marnay, Pierre Papadiamandis                                 | 4:37  |
| 10. | Hymne à l'amitié (inédit)       | Marnay, Dario Baldan Bembo, Nini Giacomelli, Sergio Bardotti | 3:59  |

## Classements
| Classement | Position | Certifié | Ventes |
| ---------- | -------- | -------- | ------ |
| France     | —        | —        | 50 000 |

## Distribution
| Pays   | Date         | Label     | Format   | Catalogue |
| ------ | ------------ | --------- | -------- | --------- |
| France | juillet 1984 | Pathé/EMI | Disque   | 240219 1  |
| France | juillet 1984 | Pathé/EMI | Cassette | 240219 4  |